# Bring Me to Life
Bring Me to Life è un singolo del gruppo musicale statunitense Evanescence, pubblicato il 22 aprile 2003 come primo estratto dal primo album in studio Fallen.
Il brano fa parte anche della colonna sonora del film Daredevil.
Fu premiato come Best Hard Rock Performance ai 46º Grammy Awards e ha avuto un grande successo commerciale in tutto il mondo, diventando il singolo più conosciuto della band.

## Descrizione
Secondo la cantante Amy Lee, il brano gode di diversi significati, il primo dei quali scaturito da un incidente in un ristorante. Durante un'intervista in una tappa del tour a Tulsa ha parlato al The Phoenix: 
 Durante un'intervista a Blender, la Lee ha affermato di aver scritto Bring Me to Life in onore di Josh Hartzler, amico di lunga data con cui è convolata a nozze nel 2007.
Nel brano figura inoltre la partecipazione vocale di Paul McCoy dei 12 Stones, voluto dall'etichetta discografica degli Evanescence, la Wind-up Records.

## Pubblicazione
Bring Me to Life fu il singolo di lancio di Fallen, nonché il secondo estratto dalla colonna sonora del film Daredevil.
In un primo momento, il brano d'apertura di Fallen, Going Under, fu annunciato come primo singolo, ma l'uscita della colonna sonora di Daredevil indusse alla decisione di lanciarlo come secondo singolo. La prima edizione di Bring Me to Life in Australia racchiuse la b-side Missing, che fu misteriosamente rimossa in quelle seguenti, e trasferita l'anno dopo come bonus track dell'album dal vivo Anywhere but Home.
Versioni precedenti di Bring Me to Life circolarono come demo prima dell'uscita di Fallen, tutte associate da sonorità notevolmente diverse (tra cui una con un assolo di Ben Moody), dotate da elementi di musica più industrial, ma prive della voce secondaria di Paul McCoy. Il gruppo registrò una variante acustica del brano e la pose nell'edizione DVD del singolo. Diverse altre versioni furono pubblicate, tra remix, acoustic e brani alternativi. L'edizione dal vivo nel DVD Anywhere but Home anticipa l'introduzione del brano con una melodia di pianoforte ed è cantata da John LeCompt invece che da Paul McCoy.
Bring Me to Life fu posta al settantatreesimo gradino nella classifica dei migliori brani rock dell'ultimo decennio, stilata da Billboard, ed è l'unica tra questi cantata da un gruppo la cui voce principale è di una donna.

## Accoglienza
Secondo il The Boston Globe, il brano è una «miscela dell'etereo soprano di Lee, con intervalli pianistici, e strati di cigolii di una chitarra seghettata che evocano la fantasia di Sarah McLachlan che affronta i Godsmack». Nella propria recensione del secondo disco degli Evanescence, The Open Door, Brendan Butler del sito Cinema Blend ha paragonato Sweet Sacrifice a Bring Me to Life, definendole «brani fatti per la radio». Jason Nahrung dal The Courier-Mail l'ha definito una «ruffianata». Adrien Bengrad del sito PopMatters ha affermato che Lee e McCoy hanno reso Bring Me to Life «una canzone d'amore tra una ragazza alla Lilith Fair e un tipo alla Ozzfest».

## Video musicale
Il video, diretto da Philip Stolzl, è stato registrato in Romania nel gennaio 2003. Dopo il successo del video, Lee ha ricevuto alcune offerte per recitare in un film. Il video si sviluppa in una dimensione fra l'onirico e il reale. All'inizio si vede Amy che si agita nel sonno mentre un'altra scena ce la mostra precipitare nel vuoto. Nel mezzo della notte si sveglia di soprassalto attirata dalla potente melodia della canzone che la band sta suonando alcuni piani sopra di lei. Uscita dalla finestra lasciata aperta, la ragazza comincia a camminare lungo i cornicioni del grattacielo per raggiungere Paul e gli altri membri del gruppo. Durante il suo tragitto vengono inquadrati gli altri abitanti del palazzo, occupati nelle faccende più svariate, la maggior parte dei quali non sembra accorgersi di quanto accada fuori. Una volta raggiunta la destinazione lei si avvicina alla finestra dove il suo sguardo e quello di Paul si incrociano. Egli ammirato apre la finestra per incontrarla ma lei perde l'equilibrio e cade dal cornicione. È vano il tentativo di salvarla perché lei si lascia andare, precipitando nel vuoto. La scena successiva però ci mostra Amy serena che dorme nel suo letto, evidenziando che di fatto si trattava di un sogno. Il video si chiude, così come era iniziato, con uno scorcio della gotica e futuristica metropoli ove la vicenda si svolge.
Corey Moss da MTV ha scritto: «sicuramente intensa come un film di supereroi, la sequenza riflette in immagine la parola più memorabile del brano, 'Salvami'». Gil Kaufman di MTV ha scritto che «la cantante Amy Lee sogna di avere i superpoteri di Spiderman, si arrampica fuori da un palazzo, spia i vicini spaventati, e poi cade negli abissi». John Hood dal Miami New Times ha scritto che la «metropoli che fa da sfondo» al video «farebbe diventare Tim Burton verde di invidia».
Il 1º febbraio 2022, il video ha raggiunto il miliardo di visualizzazioni su YouTube.

## Tracce
CD maxi (Europa)
1. Bring Me to Life (Album Version) – 3:56
2. Farther Away (Album Version) – 3:58
3. Bring Me to Life (Bliss Mix) – 3:59
4. Bring Me to Life (Video) – 3:56

DVD (Regno Unito)
1. Bring Me to Life (Video) – 3:56
2. Bring Me to Life (Album Version) – 3:56
3. Bring Me to Life (Live Acoustic)
4. My Immortal (Live Acoustic)
5. Interview Footage (Video)

CD maxi (Australia)
1. Bring Me to Life (Album Version) – 3:56
2. Bring Me to Life (Bliss Mix) – 3:59
3. Farther Away (Album Version) – 3:58
4. Missing (Album Version) – 4:15

CD mini Pock-it! (Germania)
1. Bring Me to Life (Album Version) – 3:56
2. Bring Me to Life (Bliss Mix) – 3:59

## Formazione
Gruppo
- Amy Lee – voce, tastiera
- Ben Moody – chitarra solista
- John LeCompt – chitarra ritmica
- David Hodges – tastiera
- Francesco DiCosmo – basso
- Josh Freese – batteria, percussioni

Altri musicisti
- Paul McCoy – voce aggiuntiva

## Successo commerciale
Bring Me to Life riscosse un grande successo, raggiungendo una delle prime dieci posizioni di oltre quindici Paesi in tutto il mondo, e una delle prime venti in altrettanti, il che l'ha reso il brano più venduto degli Evanescence e fondamentalmente il trampolino di lancio del gruppo. Negli Stati Uniti d'America venne certificato triplo disco di platino dalla Recording Industry Association of America per aver venduto oltre 3 milioni di copie. Riuscì a dominare la Alternative Airplay e la Billboard Pop 100, e culminò alla quinta posizione della Billboard Hot 100. Il brano in un primo momento arrivò anche in cima alle classifiche christian rock, in parte perché il testo fu letto da alcuni ascoltatori come una chiamata alla nuova vita in Gesù. Bring Me to Life incontrò rapidamente il favore a livello internazionale, raggiungendo il primo posto in classifica nel Regno Unito, Australia e Italia, e le prime cinque posizioni di molti altri Paesi.

## Classifiche

### Classifiche settimanali
| Classifica (2003)             | Posizione massima |
| ----------------------------- | ----------------- |
| Australia                     | 1                 |
| Austria                       | 3                 |
| Belgio (Fiandre)              | 7                 |
| Belgio (Vallonia)             | 2                 |
| Brasile                       | 2                 |
| Canada                        | 3                 |
| Danimarca                     | 2                 |
| Finlandia                     | 11                |
| Francia                       | 5                 |
| Germania                      | 2                 |
| Irlanda                       | 2                 |
| Italia                        | 1                 |
| Norvegia                      | 2                 |
| Nuova Zelanda                 | 3                 |
| Paesi Bassi                   | 10                |
| Regno Unito                   | 1                 |
| Spagna                        | 11                |
| Stati Uniti                   | 5                 |
| Stati Uniti (adult top 40)    | 4                 |
| Stati Uniti (alternative)     | 1                 |
| Stati Uniti (mainstream rock) | 11                |
| Svezia                        | 2                 |
| Svizzera                      | 6                 |

### Classifiche di fine anno
| Classifica (2003) | Posizione |
| ----------------- | --------- |
| Australia         | 6         |
| Austria           | 22        |
| Belgio (Fiandre)  | 30        |
| Belgio (Vallonia) | 11        |
| Irlanda           | 20        |
| Paesi Bassi       | 72        |
| Regno Unito       | 11        |
| Svezia            | 5         |
| Svizzera          | 13        |

## Cover
Sono state realizzate numerose reinterpretazioni del brano, tra le quali spiccano quella del mezzosoprano Katherine Jenkins, che ha pubblicato la sua versione come singolo estratto dal suo album Believe nel 2009, e quella della band metal Wykked Wytch, anch'essa pubblicata come singolo nel 2008. Altre cover sono state incise dal pianista John Tesh (per gli album A Deeper Faith, Vol. 2 del 2003 e A Passionate Life del 2009), dal gruppo rock tedesco Gregorian (per l'album Dark Side of the Chant del 2010) e dal gruppo metalcore britannico Bury Tomorrow (per la compilation Worship and Tributes di Rock Sound del 2015).